# Nova Ivanivka (Bilhorod-Dnistrovskyi)
Nova Ivanivka  (ucraniano: Нова Іванівка) es una localidad del Raión de Bilhorod-Dnistrovskyi en el Óblast de Odesa de Ucrania. Según el censo de 2001, tiene una población de 104 habitantes.